# Furulund, Partille kommun
Se även Furulund, Kävlinge kommun
Furulund är ett bostadsområde i södra delen av Partille i Partille kommun i tätorten Göteborg. 
Furulund ligger på höjden i söder, utefter vägen mellan E20 i Partille och riksväg 40 i Landvetter. Eftersom Furulund ligger över 100 meter högre än Göteborg och temperaturen många dagar ligger kring 0, så får Furulund mer snö, som ligger kvar längre än nere i dalen i Partille.

## Samhället
Bebyggelsen i Furulund har ökat mycket de senaste 30 åren, med många olika bostadsområen (bland annat Morkullesträcket, Skogsduvevägen, Pepparkaksstaden, Nävervägen, Hyggesvägen, Gryningsvägen, Furumossen, Timmerslätt, Fjällvinden och Ridhusvägen).
I samhället finns grundskolan Furulundsskolan ("Furan" för åk 1–3 och "Lunden" för åk 4-6"), Furulundskyrkan (samarbetskyrka mellan EFS och Svenska kyrkan), äldreboende, livsmedelsaffär, frisersalong, pizzeria och kiosk (med postombud och ATG spel).

## Natur
Furulund är omgivet av mycket skog. I väster fortsätter skogen ungefär 8 km till Göteborgs östra utkanter (över naturreservaten Knipeflågsbergen och Delsjöområdet). I öster breder skogen ut sig ända till kommungränsen mot Lerum och Härryda. I söder finns ett område som kallas Åstebo med ridhus och Partille Vandrarhem, strax nordost om Kåsjön (som har populär badplats).
Direkt väster om bebyggelsen ligger en sjö, Prästtjärnen (med sportfiske) och i sydöst finns en sjö, Maderna - Haketjärn (populär bland långfärdsskridskoåkare). 

## Idrott
I Furulund spelar lag som fotbollslaget Björndammens BK och handbollslaget IK Sävehofs ungdomar.

## Bilder

Furulund med omnejd
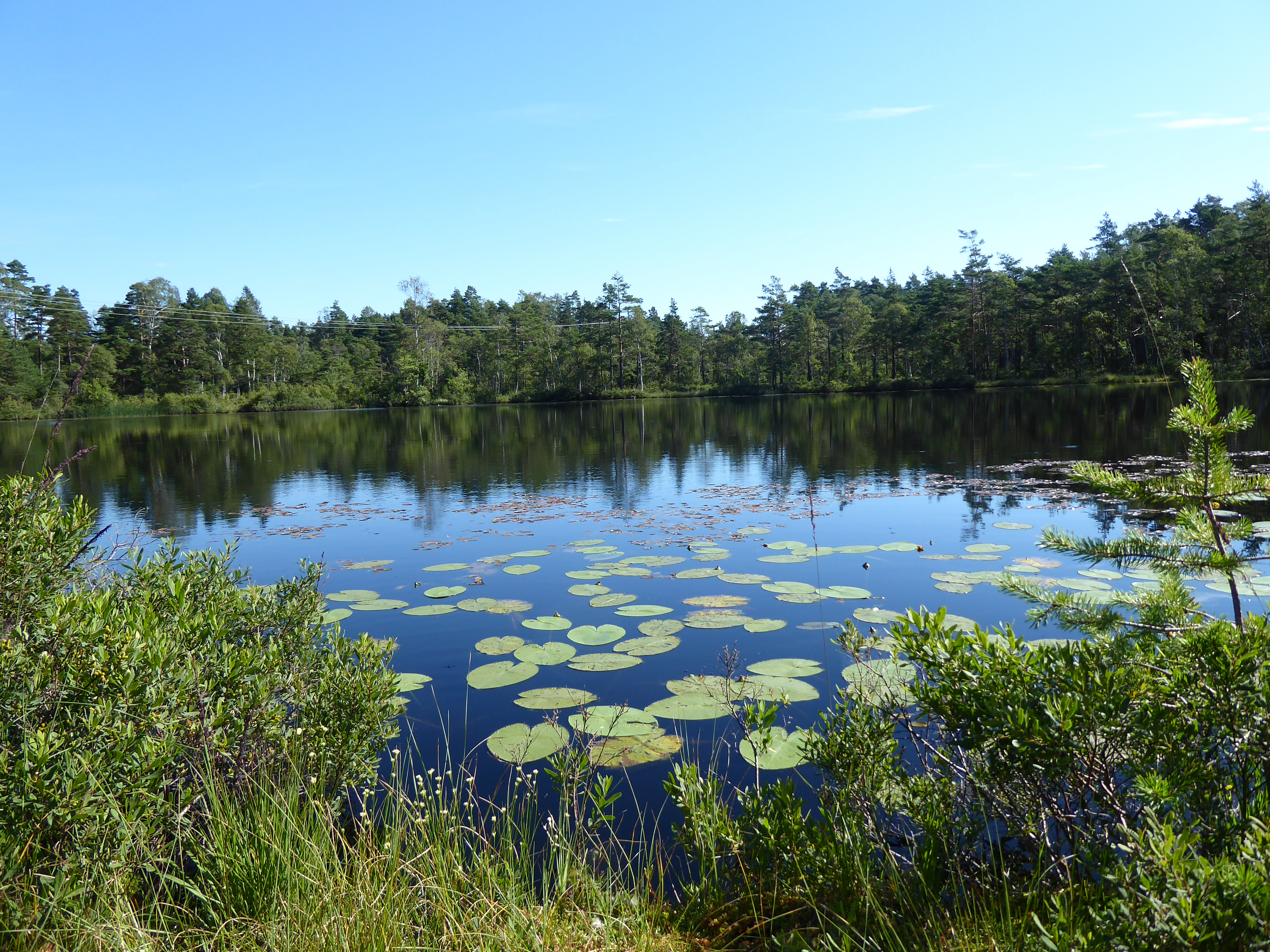
Åstebotjärnen från SW den 1 augusti 2020.
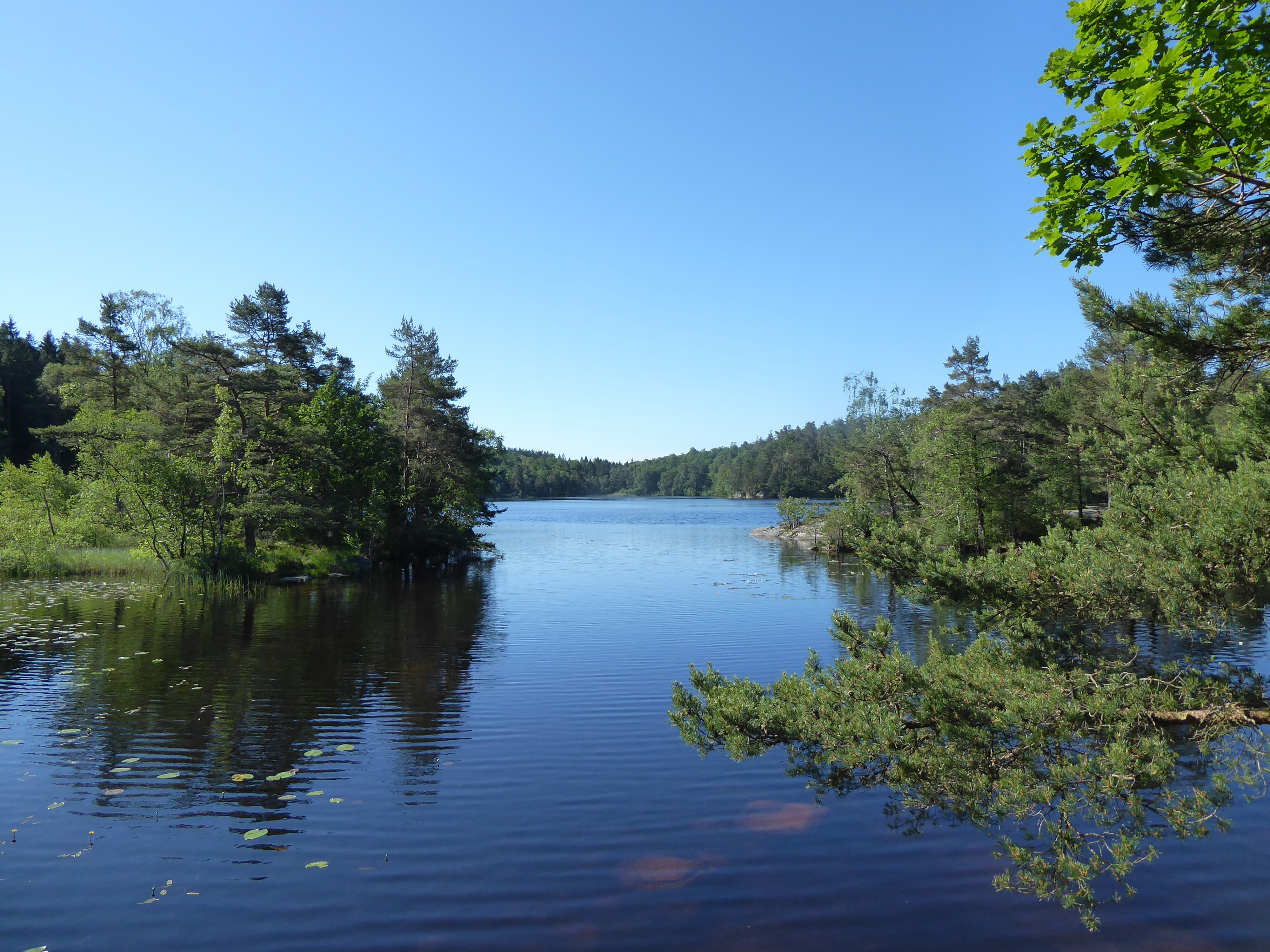
Prästtjärnen från N den 14 juni 2020.
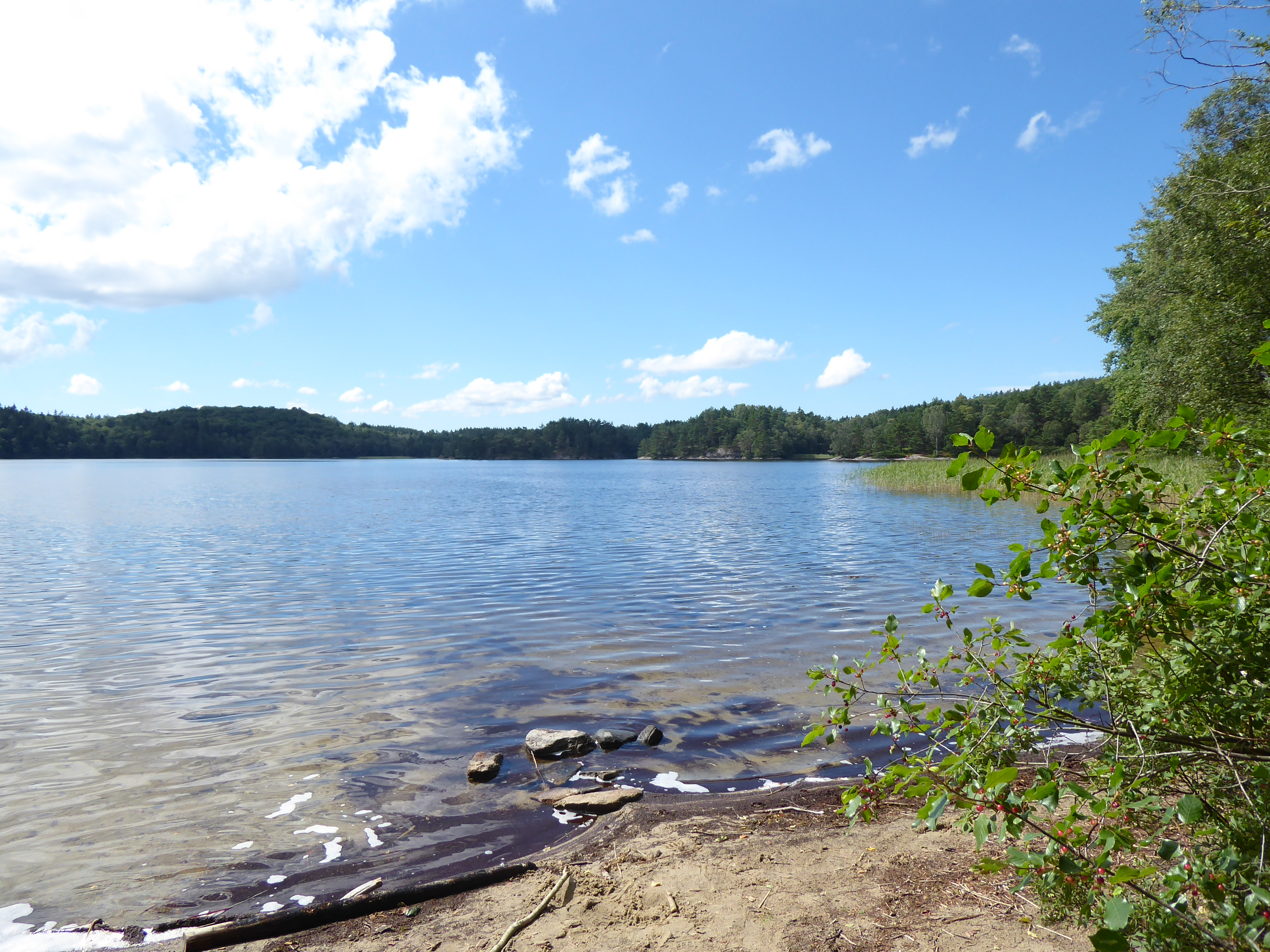
Stora Kåsjön från N den 1 augusti 2020.
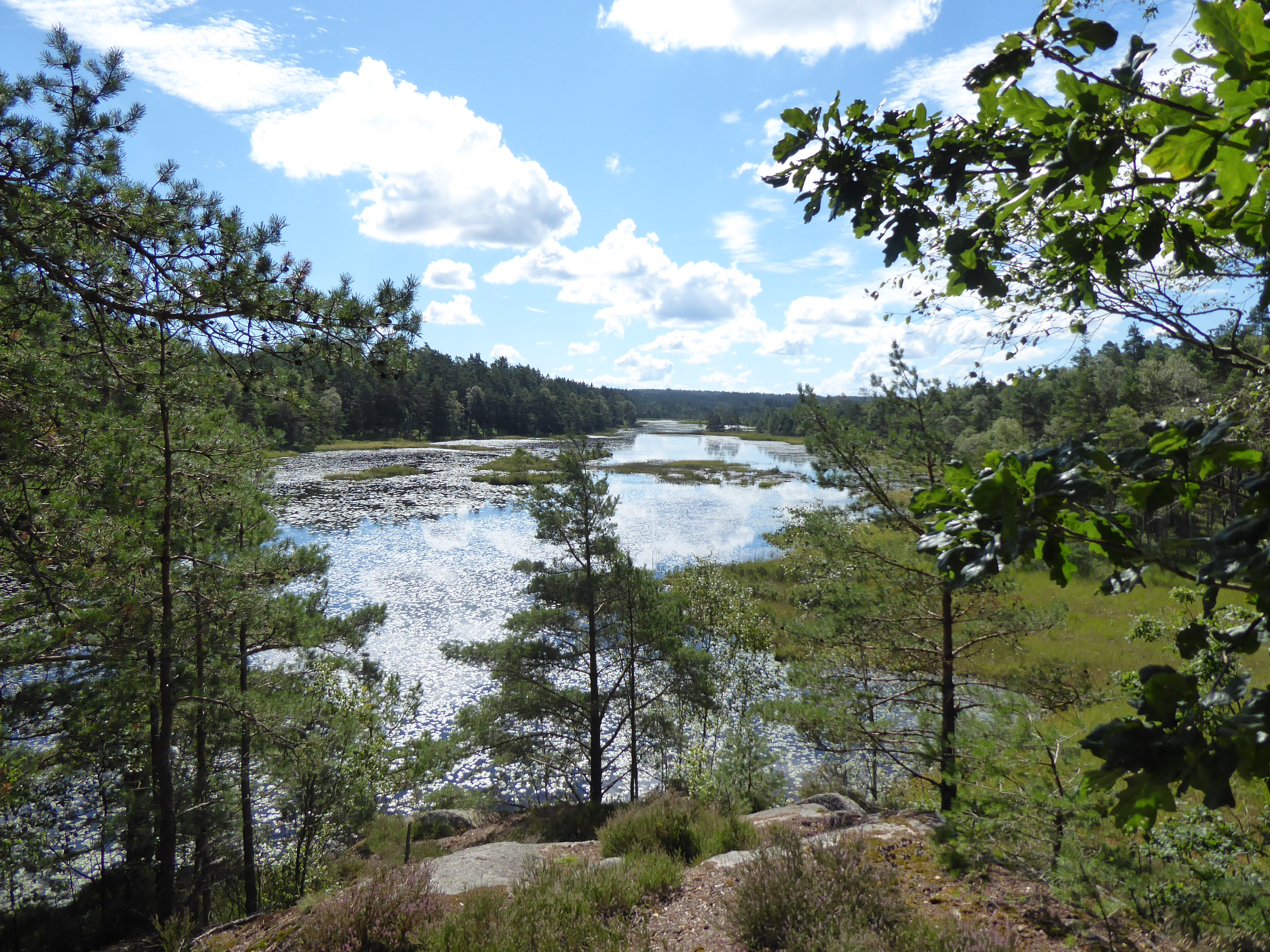
Maderna från NW, riktning S, den 1 augusti 2020.
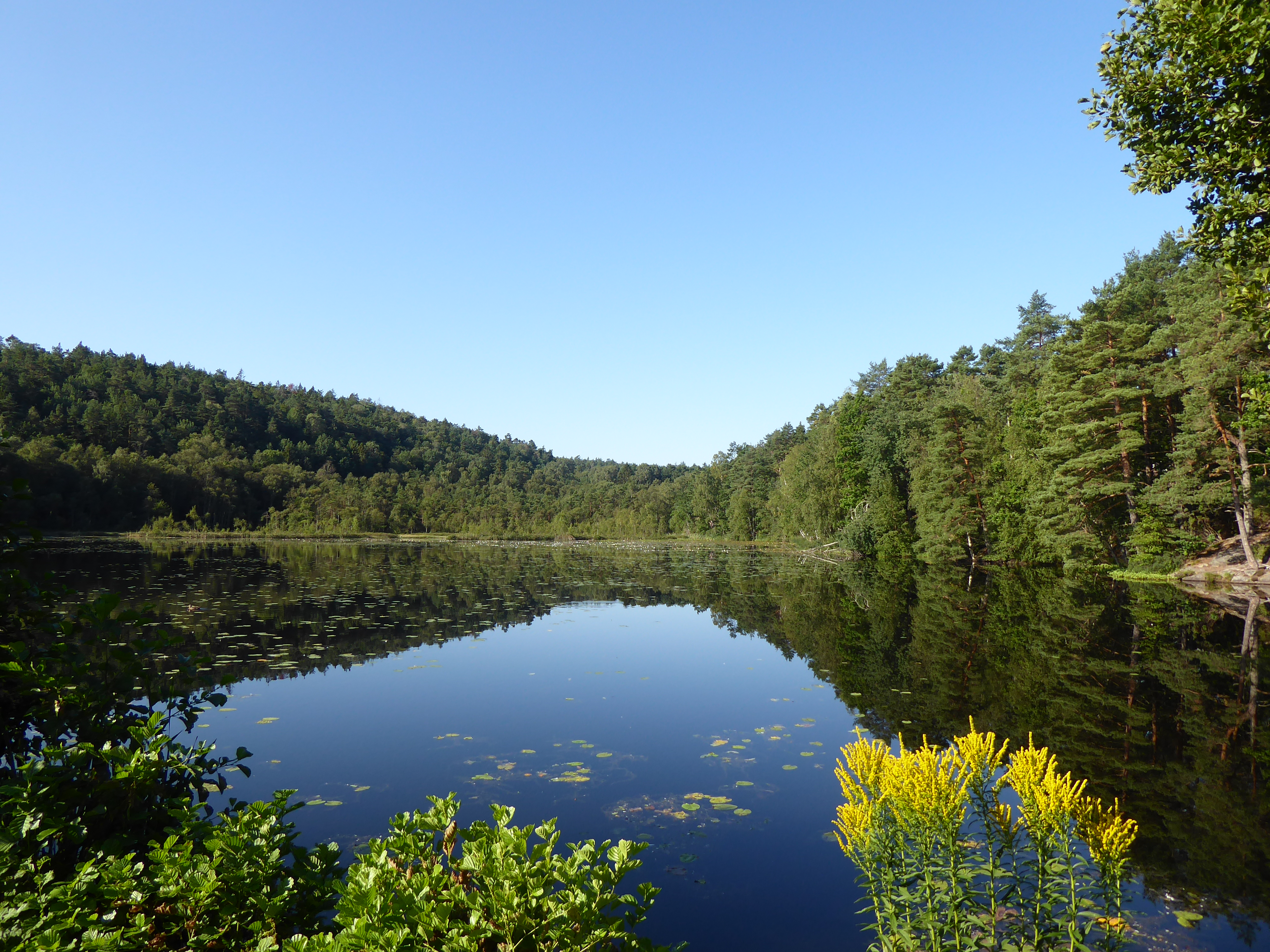
Björndammen från NE den 15 augusti 2020.